# Тесленко, Николай Васильевич
Николай Васильевич Те́сленко (7 октября 1870, Витебск — 7 декабря 1942, Париж) — адвокат, политический деятель, депутат Государственной Думы II и III созывов.

## Биография

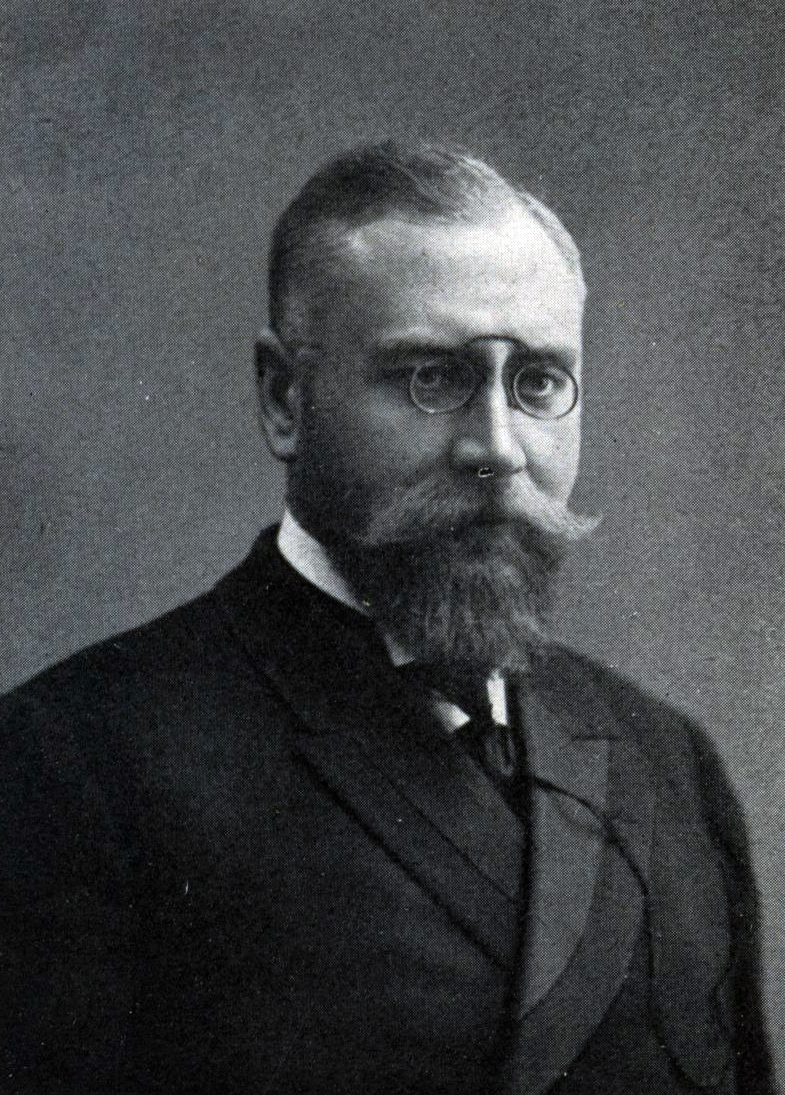
Николай Тесленко, 1909

Родился в 1870 в Витебске. Землевладелец. Закончил Витебскую гимназию, а в 1893 году юридический факультет Московского университета.
Помощник присяжного поверенного Н. Н. Доброхотова (с 1894), присяжный поверенный (с 1899), присяжный стряпчий (с 1896). Доверенное лицо Московского банка братьев Рябушинских. Председатель на первом всероссийском съезде адвокатов (1905). Был Председателем московского юридического общества. Организатор кружка безвозмездной защиты по политическим делам. Защитник в деле о подписавших Выборгское воззвание, деле о депутатах Всероссийского крестьянского союза и др. Защищал эсерку М. А. Спиридонову.
Член Союза освобождения, на втором съезде союза в октябре 1904 года был избран в его Совет. Один из основателей Конституционно-демократической партии, член ЦК партии.
Депутат 2-й и 3-й Государственной думы. 22 марта 1911 года избран в Государственную думу III созыва от 2-го съезда городских избирателей Москвы на место Ф. А. Головина, сложившего депутатские полномочия в связи с получением железнодорожной концессии. Гласный Московской городской думы. Во время Первой мировой войны — член ЦК Всероссийского союза городов. Сторонник свержения самодержавия. После Февральской революции руководил избирательной кампанией партии народной свободы в Арбатском районе Москвы. 25 июня 1917 года вновь избран в Московскую городскую думу по новому избирательному закону по списку конституционно-демократической партии. . В августе 1917 участвовал в Московском государственном совещании.
В октябре 1918 уехал на юг России. Член Национального центра. Участник деникинского Особого совещания.
C 1920 года в эмиграции в Константинополе, председатель Константинопольской группы кадетов, с 1921 в Париже, юрисконсульт, товарищ председателя съезда Русского национального объединения (1921).

### Масонство
Был масоном. Присоединён 17 января 1925 году к ложе «Астрея» № 500 ВЛФ. Дародатель в 1926 году. Оратор в 1927—1928 годах. Делегат в 1928 году. Хранитель печати в 1929 и 1931 годах. Архивист в 1930 году. Делегат ложи в 1931 году. Вышел в отставку из ложи 22 декабря 1932 года. С 1925 года до кончины член русской масонской ложи «Гермес», её досточтимый мастер в 1929—1931 годах, затем почётный досточтимый мастер. С 1932 года член Федерального совета Великой ложи Франции.

## Семья
Из потомственных дворян.
- Брат — Андрей (ок. 1871 — ?) — учёный-агроном, ветеринарный врач.
- Жена — Лия Ефимовна (Нахимовна) Компанеец, содержала фешенебельную кондитерскую в Париже.
  - Сын — Николай, юрист, член французской делегации при ООН, переводчик французского министерства иностранных дел.